# 宮田まゆみ
宮田 まゆみ（みやた まゆみ、1954年4月1日 - ）は、東京都出身の笙奏者。国立音楽大学客員教授。

## 人物・来歴
国立音楽大学音楽学部器楽学科ピアノ専攻卒業後、雅楽を学び、1979年より国立劇場の雅楽公演に出演。1983年より笙のリサイタルを行って注目を集め、1986年に芸術選奨新人賞を受賞。その後も、東洋の伝統楽器「笙」を国際的に広めるために活動している。
古典的な演奏の他に、オーケストラとの共演や、現代音楽にも取り組み、笙の音色を通じて、多彩な音楽表現を追求している。1998年の長野オリンピック開会式では「君が代」の演奏を行った。

## メディア出演
- 「ハイビジョンクラシック倶楽部」（NHK）
- 「スタジオパークからこんにちは」（NHK）
- 「にっぽん列島ただいま6時」（NHK）
- 「題名のない音楽会」（テレビ朝日）

## 受賞歴
- 第37回松尾芸能賞・優秀賞（2016年） [3]
- 第67回芸術選奨文部科学大臣賞（2017年）[4]
- 紫綬褒章（2018年）[5]
- 2021年度国際交流基金賞（2021年10月20日）[6][7]

## 参考資料
- 「邦楽ジャーナル」[要文献特定詳細情報]
- 「雅楽だより」56号 2019(平成31年）1月号[8]